# Євгенівка (Новосибірська область)
Євгенівка (рос. Евгеньевка) — присілок у Татарському районі Новосибірської області Російської Федерації.
Входить до складу муніципального утворення Дмитрієвська сільрада. Населення становить 151 особа (2010).

## Історія
Згідно із законом від 2 червня 2004 року органом місцевого самоврядування є Дмитрієвська сільрада.

## Населення
| 2002 | 2007 | 2010 |
| ---- | ---- | ---- |
| 191  | ↘178 | ↘151 |